# 1885 في كندا
فيما يلي قوائم الأحداث التي وقعت خلال عام 1885 في كندا.

## سياسة

### تعيين في المنصب
- 16 أكتوبر – جون تومسون عضو مجلس العموم الكندي.

## مواليد

### مايو
- 12 مايو – إدغار أرشيبالد أحيائي كندي.

### يوليو
- 17 يوليو – والتر لويس مُجدّف كندي.

### سبتمبر
- 6 سبتمبر – لورنس بروس روبرتسون
- 17 سبتمبر – جورج كليفلاند ممثل كندي.

### ديسمبر
- 21 ديسمبر – فرانك باتريك لاعب هوكي جليد كندي.

## وفيات

### نوفمبر
- 16 نوفمبر – لويس رئيل (مواليد 1844) سياسي كندي.